# دبليو 65 (قنبلة نووية)
دبليو 65 هو منافس لورانس ليفرمور بالرأس الحربي لصاروخ مضاد للصواريخ الباليستية. بدأ تطوير دبليو 65 في أكتوبر 1965 وتم إنهائه في يناير 1968 لصالح تصميم دبليو 66. كان دبليو 65 سلاح «معزز للإشعاع» وكانت آلية القتل فيه هي تدفق النيوترونات.